# Le Show de Big Show
Le Show de Big Show (The Big Show Show) est une sitcom américaine créée par Josh Bycel et Jason Berger, diffusée sur Netflix depuis le 6 avril 2020 Dernier diffusion le 25 décembre 2020 pour un clap de fin 
La série met en vedette le catcheur de la WWE Big Show, Allison Munn, Reylynn Caster, Lily Brooks O'Briant et Juliet Donenfeld.

## Synopsis
La sitcom présente Big Show comme une version fictive de lui-même, sa fille adolescente emménageant avec lui, sa femme et ses deux autres filles.

## Distribution

### Acteurs principaux
- Paul Wight / Big Show (VF : Xavier Fagnon) : lui-même, un catcheur professionnel qui s'adapte à la fois à la retraite et à sa fille aînée qui emménage avec lui et sa famille.
- Allison Munn (VF : Christine Braconnier) : Cassy Wight, la femme de Show et la mère de Mandy et J.J. Elle travaille comme agent immobilier.
- Reylynn Caster (VF : Céline Melloul) : Lola Wight, la fille aînée de Show de son premier mariage. Elle déménage du Minnesota en Floride après le départ de sa mère à Bruxelles.
- Lily Brooks O'Briant (VF : Zina Khakhoulia) : Mandy Wight, la fille de Show. Elle admire des femmes dirigeantes telles que Ruth Bader Ginsburg, Alexandria Ocasio-Cortez et Leslie Knope (en). Dans la série, elle se présente comme déléguée de classe.
- Juliet Donenfeld (VF : Sandrine Le Berre) : J.J. Wight, la plus jeune fille de Show.

### Acteurs récurrents
- Jaleel White (VF : Jonathan Amram) : Terence "Terry" Malick III, le meilleur ami de Show. Il dirige un centre de fitness.
- Ben Giroux (VF : Loïc Guingand) : Coach Fener, l'entraîneur de hockey sur glace de Lola.
- Jaime Moyer (VF : Cathy Cerdà) : Miss Riggi, la professeur de J.J.
- Asif Ali (VF : Eilias Changuel) : Bennett, collègue de Cassy à la société immobilière, il est le fils du chef de l'entreprise.
- Dallas Dupree Young (VF : Cédric Lemaire) : Taylor Swift, un camarade de classe de Mandy qui participe contre elle à l'élection du délégué de classe. Son vrai prénom est Cliff.
- Tessa Espinola (VF : Céline Legendre-Herda) : Monica B., une camarade de classe de Mandy qui est une grand influenceuse à l'école. Elle anime des retransmissions en direct sur les derniers potins de l'école.
- Jolie Hoang-Rappaport (VF : Alice Orsat) : Kennedy, une amie de Mandy
- Emma Loewen (VF : Chloé Renaud) : Olivia, une amie de Mandy

Version française
- Société de doublage : Audi'Art
- Directeur artistique : Virginie Kartner
- Adaptation des dialogues : Loïc Espinosa & Philippe Jaegle

### Invités
Note : Dans cette section, seuls les acteurs invités possédant une certaine notoriété doivent apparaître.
- Mick Foley
- Mark Henry
- Solofa Fatu
- Tan France

## Production
La sitcom est produite par WWE Studios et diffusée sur Netflix. Josh Bycel et Jason Berger sont producteurs exécutifs et showrunners, avec Susan Levison et Richard Lowell en tant que producteurs exécutifs pour WWE Studios. 
En septembre 2019, Big Show annonce sur le podcast de Steve Austin que trois épisodes de la série avaient déjà été tournés, et qu'elle serait diffusée dans la période de WrestleMania 36. Plus tard, il est annoncé que les 8 épisodes seraient diffusés le 6 avril 2020 sur Netflix.
Le 25 décembre 2020, la série prend fin avec l'épisode 9 qui s'intitule UN BIG NOËL.

## Épisodes

### Première saison (2020)
1. Protoype (Prototype)
2. La Big punition (The Big Punisher)
3. Le Big cerveau (The Big Brain)
4. La Big doline (The Big Sinkhole)
5. Le Big processus (The Big Process)
6. La Big teuf (The Big Party)
7. La Big surprise (The Big Surprise)
8. La Big décision (The Big Decision)
9. Un Big Noël ( Spécial Noël )

Sources des titres Fr